# 3 Pułk Piechoty OW Grodno
3 Pułk Piechoty Grupy Grodzieńskiej (Obszaru Warownego „Grodno”) (3 pp OWar. „Grodno”) – oddział piechoty Wojska Polskiego, improwizowany w trakcie kampanii wrześniowej.
Pułk utworzony w Grodnie z pododdziałów marszowych i pododdziałów Ośrodka Zapasowego 29 DP wchodzących w skład OK III. Przewieziony transportem kolejowym do Lwowa, wziął czynny udział w obronie Lwowa w okresie 12 – 22 września 1939 roku.

## Formowanie i zmiany organizacyjne pułku
Po zmobilizowaniu w ramach mobilizacji alarmowej jednostek 29 Dywizji Piechoty i jej wyjeździe na front w zmobilizowanych pułkach pozostały nadwyżki rezerwistów z których w Kadrze Zapasowej Piechoty Grodno zmobilizowano bataliony marszowe dla 41 pułku piechoty i 76 pułku piechoty. Natomiast z przybywających rezerwistów w ramach mobilizacji powszechnej w KZP Grodno utworzono Ośrodek Zapasowy 29 DP. Z tych pododdziałów na rozkaz dowódcy OK III gen. bryg. Józefa Olszyny-Wilczyńskiego rozpoczęto od 7 września tworzenie improwizowanych jednostek piechoty do obrony umocnień obszaru Grodna i Wilna. Zgodnie z tym utworzono improwizowany związek taktyczny nazywany Obszarem Warownym „Grodno” lub Grupą „Grodno” pod faktycznym dowództwem płk. dypl. Bohdana Hulewicza. Wchodzący w skład grupy 3 pułk piechoty (zwany też „grodzieńskim”) utworzono w następujący sposób:
- dowództwo pułku z nadwyżek 76 pp,
- kwatermistrzostwo z nadwyżek 41 pp,
- I batalion z batalionu marszowego 41 pp zmobilizowanego 5 września przez KZP Grodno w I rzucie mobilizacji powszechnej, którego skład osobowy został zwiększony (zbliżony do etatu batalionu liniowego),
- II batalion z nadwyżek 41 pp ze składu OZ 29 DP,
- III batalion piechoty z batalionu marszowego 76 pp zmobilizowanego 5 września przez KZP Grodno w I rzucie mobilizacji powszechnej, którego skład osobowy został zwiększony (zbliżony do etatu batalionu liniowego)[1].

Dowódcą pułku mianowano ppłk. Stefana Mrozka. Pułk został praktycznie sformowany 10 września 1939 roku. Pułk nie posiadał pododdziałów specjalnych, broni ppanc., posiadał braki w zespołowej broni strzeleckiej rkm, ckm, granatnikach, moździerzach. W wyposażeniu bojowym nie posiadał hełmów, częściowo łopatek piechoty, częściowo bagnetów, brakowało masek pgaz., opatrunków, kuchni polowych, mundury stare z użytku bieżącego, częściowo czapki garnizonowe z otokami. Część rezerwistów wywodziła się ze starych roczników pełniących służbę czynną w latach dwudziestych, nie obeznanych z bronią nowszych systemów.  Bataliony zmobilizowane jako marszowe na swój pierwotny stan otrzymały wyposażenie ze składnic mobilizacyjnych nieco lepsze. W niektórych kompaniach nie wszyscy żołnierze posiadali karabiny.

## Działania bojowe 3 pułku piechoty OW „Grodno”
3 pułk piechoty OW Grodno został przewieziony z Grodna do Lwowa transportem kolejowym w dniach 10–13 września 1939 roku. Po rozładowaniu z transportu kolejowego w Barszczowicach przemieszczono go w dniach 12–13 września na odcinek południowy obrony Lwowa. Dowództwo tego odcinka objął dowódca pułku ppłk Stefan Mrozek, obronę na odcinku południowym zajęły II i III bataliony 3 pułku grodzieńskiego. Sztab mieścił się w koszarach Korpusu Kadetów Nr 1. Pułk był wspierany przez 42 dywizjon artylerii lekkiej i jedną z baterii 33 pułku artylerii lekkiej. Na pozycjach obronnych na odcinku południowym prowadzone były walki patroli, pozycje pułku były ostrzeliwane przez artylerię niemiecką, atakowane przez lotnictwo niemieckie, działania te przysparzały strat pododdziałom pułku. 17 września prowadzono dwa lokalne natarcia siłą dwóch i jednej kompanii celem poprawy położenia i opanowania ważnych ogniowo punktów terenowych. W dniach 18–20 września toczono dalszą walkę patroli z obsadą niemiecką z jednostek 2 Dywizji Górskiej. Kompanie 3 pułku grodzieńskiego osłaniały rozpoznawcze wypady wileńskiego dywizjonu kawalerii na tyły oblegających Lwów jednostek niemieckich. W dniach 21–22 września na odcinku pułku doszło do potyczek z sowiecką piechotą i kawalerią stwierdzono odwrót jednostek niemieckich. Doszło też do rozbrajania pododdziałów i żołnierzy, w tym 7 kompanii strzeleckiej przez piechotę sowiecką i dezercję na stronę wojsk Armii Czerwonej. 22 września w związku z kapitulacją Lwowa i jego garnizonu i 3 pułk grodzieński zaprzestał działań bojowych.

## Obsada personalna 3 pp OW „Grodno”
dowództwo i pododdziały specjalne
- dowódca pułku – ppłk piech. Stefan Mrozek[4] (81 pp)
- dowódca kompanii gospodarczej – ppor. piech. rez. Jan Karol Musiał[5] (81 pp) †1940 Charków[6]
- dowódca plutonu łączności – por. piech. rez. Zbigniew Gądzikiewicz[5] †1940 Charków[7]
- dowódca plutonu pionierów – ppor. geogr. rez. Dominik Jakubiszyn[5] †1940 Charków[8]

- dowódca I batalionu - NN

- dowódca II batalionu – mjr kontr. piech. Mikołaj Rybaczuk[9] (41 pp)
  - dowódca 4 kompanii strzeleckiej – por. piech. rez. Wincenty Banaś[10]
  - dowódca 5 kompanii strzeleckiej – por. piech. rez. Bolesław Adamkowski[11]
  - dowódca 6 kompanii strzeleckiej – ppor. Władysław Nazarewicz[10]
  - dowódca 2 kompanii km – por. Jan Handerek[10]

- dowódca III batalionu – kpt. piech. Józef Antoni Ruschar vel Ruszar[4] (41 pp) †1940 Charków[12]
  - dowódca 7 kompanii strzeleckiej – por. piech. rez. Stefan Jaskłowski[5] (76 pp) †1940 Charków[13]
  - dowódca 8 kompanii strzeleckiej – por. piech. rez. Jan Andruszkiewicz[5] (76 pp) †1940 Charków[14]
  - dowódca 9 kompanii strzeleckiej – por. piech. rez. Wacław Walenty Kąkolecki[5]
  - dowódca 3 kompanii km – por. piech. rez. Kazimierz Laskowski[5] (76 pp) †1940 Charków[15]
- dowódca kompanii specjalnej – ppor. piech. rez. Jan Żukowski[5] (76 pp) †1940 Charków[16]